# Фурикакэ

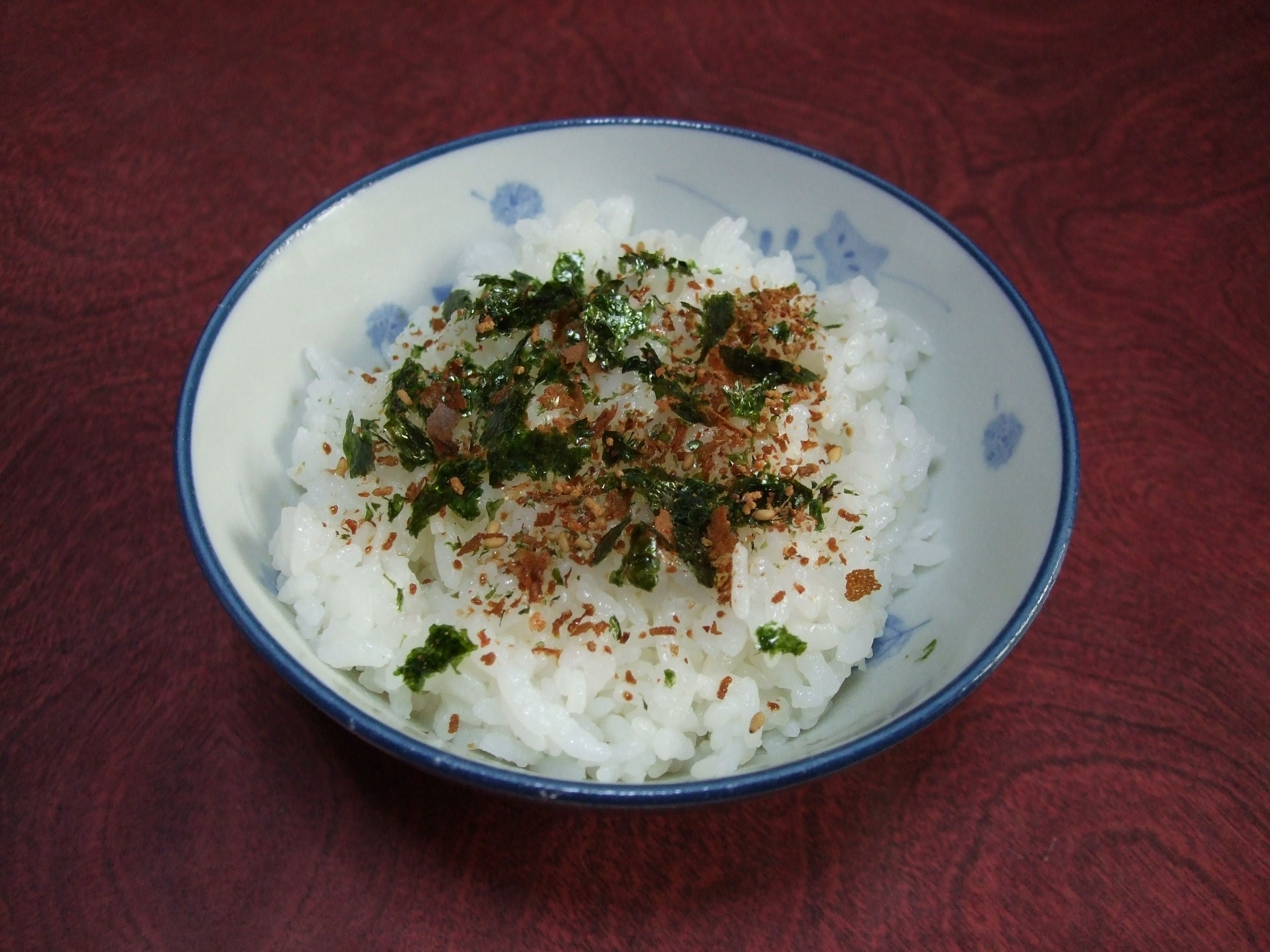
Рис, посыпанный приправой фурикакэ

Фурикакэ (яп. 振り掛け, или ふりかけ) — употребляемая в японской кухне сухая приправа, которой посыпают блюда из риса. Обычно она состоит из засушенной и измельчённой рыбы, семян кунжута, мелко нарезанных морских водорослей, сахара, соли и глутамата натрия. В приправу часто добавляют и другие ингредиенты, придающие ей вкус, например, кацуобуси, лосось, перилла, порошковое мисо, яйца, овощи. Приправа иногда бывает острой, может иметь слабый привкус рыбы. Разные виды фурикакэ могут иметь разный цвет. Простейшим примером фурикакэ может служить кунжутная соль гомасио.